# Eyota (Minnesota)
Pour les articles homonymes, voir Eyota.
Eyota est une ville américaine située dans le comté d'Olmsted au Minnesota. Selon le recensement de 2010, sa population est de 1 977 habitants.